# Rivalité Michigan State-Notre Dame
La  Rivalité Michigan State-Notre Dame (aussi surnommé Battle for the Megaphone) est une rivalité dans le football américain universitaire opposant les équipes des Spartans de l'université d'État du Michigan basée à East Lansing au Michigan et du Fighting Irish de l'université de Notre-Dame-du-Lac basée à South Bend dans Indiana.
Le premier match entre les deux équipes a eu lieu le 25 novembre 1897. La rivalité comprend plusieurs matchs notables, comme celui de 1966, sans doute l'un des plus grands matchs de football américain universitaire jamais joués. Notre Dame mène la série avec 48 victoires pour 28 à Michigan State et 1 nul.
Depuis 1949, les équipes se disputent le trophée Megaphone.

## Trophée
Depuis 1949, les équipes se disputent le trophée Megaphone, un trophée introduit par les clubs d'anciens élèves de Notre Dame et de Michigan State pour être remis au vainqueur du match.
Notre Dame mène l' a remporté à 33 reprises pour 27 à Michigan State et 1 nul (dans ce cas le trophée est conservé par le dernier vainqueur en date).
Le côté du trophée réservé à Notre Dame est de couleur bleu marine, tandis que celui de Michigan State est vert. L'année du match et les scores respectifs des équipes sont inscrits au milieu. Le trophée actuel est le troisième trophée car les deux trophées précédents n'avaient plus de place pour y inclure la suite des matchs
Les matchs joués avant 1949 apparaissent également sur le trophée pour commémorer l'ensemble de la série.
Notre Dame est l'actuel détenteur du trophée, avec une victoire, 38 à 18 le 23 septembre 2017. Ils détiendront le trophée Megaphone jusqu'en 2026, date à laquelle les deux équipes devraient s'affronter à nouveau.

## Palmarès
Le classement des équipes dans les tableaux ci-dessous est celui de l'Associated Press avant la saison 2014 et celui du comité du College Football Playoff depuis 2014.
Avant d'être connue officiellement sous le nom d'université d'État du Michigan, l'école a connu diverses appellations différentes 
— Agricultural College of the State of Michigan (1855–1861), State Agricultural College (1861–1909), Michigan Agricultural College (1909–1925), Michigan State College of Agriculture and Applied Science (1925–1955), Michigan State University of Agriculture and Applied Science (1955–1964) — et ses athlètes ont été appelés les Aggies de Michigan Agricultural jusqu'en fin de saison 1923.
Les victoires de Notre Dame en 2012 et 2013 ont été annulées par la NCAA le 22 novembre 2016, après que la NCAA ait constaté qu'un étudiant-entraîneur avait commis une faute académique envers deux joueurs de football américain et fourni à six autres joueurs des avantages académiques supplémentaires inadmissibles. La NCAA a également rejeté l'appel de Notre Dame le 13 février 2018. Ces victoires ne sont pas incluses dans le bilan historique de Notre Dame, ni dans le bilan de la série entre les deux universités, (voir Wikipedia:WikiProject College football/Vacated victories (en) pour une explication de la façon dont les victoires annulées sont enregistrées),.
| 29 victoires pour Michigan State | 81 victoires pour Notre Dame                                       | 1 nul                                                              | 2 résultats annulés par la NCAA                                    |                                                                    |
| Plus large victoire              | Notre Dame, 53–0 (1898)                                            | Notre Dame, 53–0 (1898)                                            | Notre Dame, 53–0 (1898)                                            | Notre Dame, 53–0 (1898)                                            |
| Plus longue série de victoires   | Notre Dame, 8 (1897–1909, 1987–1994) Michigan State, 8 (1955–1963) | Notre Dame, 8 (1897–1909, 1987–1994) Michigan State, 8 (1955–1963) | Notre Dame, 8 (1897–1909, 1987–1994) Michigan State, 8 (1955–1963) | Notre Dame, 8 (1897–1909, 1987–1994) Michigan State, 8 (1955–1963) |
| Série en cours sans défaite      | Notre Dame, 1 (2017–présent)                                       | Notre Dame, 1 (2017–présent)                                       | Notre Dame, 1 (2017–présent)                                       | Notre Dame, 1 (2017–présent)                                       |
| Trophée                          | Notre Dame mène, 33–27–1 (54,9%)                                   | Notre Dame mène, 33–27–1 (54,9%)                                   | Notre Dame mène, 33–27–1 (54,9%)                                   | Notre Dame mène, 33–27–1 (54,9%)                                   |

| N° | Date              | Lieu                   | Vainqueur             | Score | Vaincu                |
| -- | ----------------- | ---------------------- | --------------------- | ----- | --------------------- |
| 1  | 25 novembre 1897  | South Bend             | Notre Dame            | 34-06 | Michigan Agricultural |
| 2  | 15 octobre 1898   | South Bend, Indiana    | Notre Dame            | 53-0  | Michigan Agricultural |
| 3  | 30 septembre 1899 | South Bend, Indiana    | Notre Dame            | 40-0  | Michigan Agricultural |
| 4  | 27 septembre 1902 | South Bend, Indiana    | Notre Dame            | 33-0  | Michigan Agricultural |
| 5  | 3 octobre 1903    | South Bend, Indiana    | Notre Dame            | 12-0  | Michigan Agricultural |
| 6  | 7 octobre 1905    | South Bend, Indiana    | Notre Dame            | 28-0  | Michigan Agricultural |
| 7  | 17 octobre 1906   | South Bend, Indiana    | Notre Dame            | 05-0  | Michigan Agricultural |
| 8  | 23 octobre 1909   | South Bend, Indiana    | Notre Dame            | 17-0  | Michigan Agricultural |
| 9  | 29 octobre 1910   | East Lansing, Michigan | Michigan Agricultural | 17-0  | Notre Dame            |
| 10 | 18 novembre 1916  | East Lansing, Michigan | Notre Dame            | 14-0  | Michigan Agricultural |
| 11 | 17 novembre 1917  | South Bend, Indiana    | Notre Dame            | 23-0  | Michigan Agricultural |
| 12 | 16 novembre 1918  | East Lansing, Michigan | Michigan Agricultural | 13-07 | Notre Dame            |
| 13 | 15 novembre 1919  | South Bend, Indiana    | Notre Dame            | 13-0  | Michigan Agricultural |
| 14 | 25 novembre 1920  | East Lansing, Michigan | Notre Dame            | 25-0  | Michigan Agricultural |
| 15 | 24 novembre 1921  | South Bend, Indiana    | Notre Dame            | 48-0  | Michigan Agricultural |
| 16 | 9 octobre 1948    | South Bend, Indiana    | # 1 Notre Dame        | 26-07 | Michigan State        |
| 17 | 5 novembre 1949   | East Lansing, Michigan | # 1 Notre Dame        | 34-21 | # 10 Michigan State   |
| 18 | 28 octobre 1950   | South Bend, Indiana    | # 15 Michigan State   | 36-33 | Notre Dame            |
| 19 | 10 novembre 1951  | East Lansing, Michigan | # 5 Michigan State    | 35-0  | # 11 Notre Dame       |
| 20 | 15 novembre 1952  | East Lansing, Michigan | # 1 Michigan State    | 21-03 | # 6 Notre Dame        |
| 21 | 16 octobre 1954   | South Bend, Indiana    | # 8 Notre Dame        | 20-19 | Michigan State        |
| 22 | 15 octobre 1955   | East Lansing, Michigan | # 13 Michigan State   | 21-07 | # 4 Notre Dame        |
| 23 | 20 octobre 1956   | South Bend, Indiana    | # 2 Michigan State    | 47-14 | Notre Dame            |
| 24 | 9 novembre 1957   | East Lansing, Michigan | # 4 Michigan State    | 34-06 | # 15 Notre Dame       |
| 25 | 17 octobre 1959   | East Lansing, Michigan | Michigan State        | 19-0  | Notre Dame            |
| 26 | 15 octobre 1960   | South Bend, Indiana    | # 14 Michigan State   | 21-0  | Notre Dame            |
| 27 | 21 octobre 1961   | East Lansing, Michigan | # 1 Michigan State    | 17-07 | # 6 Notre Dame        |
| 28 | 20 octobre 1962   | South Bend, Indiana    | Michigan State        | 31-07 | Notre Dame            |
| 29 | 16 novembre 1963  | East Lansing, Michigan | # 4 Michigan State    | 12-07 | Notre Dame            |
| 30 | 14 novembre 1964  | South Bend, Indiana    | # 1 Notre Dame        | 34-07 | Michigan State        |
| 31 | 20 novembre 1965  | South Bend, Indiana    | # 1 Michigan State    | 12-03 | # 4 Notre Dame        |
| 32 | 19 novembre 1966  | East Lansing, Michigan | # 1 Notre Dame        | 10-10 | # 2 Michigan State    |
| 33 | 28 octobre 1967   | South Bend, Indiana    | Notre Dame            | 24-12 | Michigan State        |
| 34 | 26 octobre 1968   | East Lansing, Michigan | Michigan State        | 21-17 | # 5 Notre Dame        |
| 35 | 4 octobre 1969    | South Bend, Indiana    | Notre Dame            | 42-28 | # 14 Michigan State   |
| 36 | 3 octobre 1970    | East Lansing, Michigan | # 4 Notre Dame        | 29-0  | Michigan State        |
| 37 | 2 octobre 1971    | South Bend, Indiana    | # 4 Notre Dame        | 14-02 | Michigan State        |
| 38 | 7 octobre 1972    | East Lansing, Michigan | # 7 Notre Dame        | 16-0  | Michigan State        |
| 39 | 6 octobre 1973    | South Bend, Indiana    | # 8 Notre Dame        | 14-10 | Michigan State        |
| 40 | 5 octobre 1974    | East Lansing, Michigan | # 7 Notre Dame        | 19-14 | Michigan State        |
| 41 | 4 octobre 1975    | South Bend, Indiana    | Michigan State        | 10-03 | # 8 Notre Dame        |

| N° | Date              | Lieu                   | Vainqueur           | Score   | Vaincu              |
| -- | ----------------- | ---------------------- | ------------------- | ------- | ------------------- |
| 42 | 2 octobre 1976    | East Lansing, Michigan | # 18 Notre Dame     | 24-06   | Michigan State      |
| 43 | 1 octobre 1977    | South Bend, Indiana    | # 14 Notre Dame     | 16-06   | Michigan State      |
| 44 | 7 octobre 1978    | East Lansing, Michigan | Notre Dame          | 29-25   | Michigan State      |
| 45 | 29 novembre 1979  | South Bend, Indiana    | # 15 Notre Dame     | 27-03   | # 7 Michigan State  |
| 46 | 4 octobre 1980    | East Lansing, Michigan | # 7 Notre Dame      | 26-21   | Michigan State      |
| 47 | 3 octobre 1981    | South Bend, Indiana    | Notre Dame          | 20-07   | Michigan State      |
| 48 | 2 octobre 1982    | East Lansing, Michigan | # 11 Notre Dame     | 11-03   | Michigan State      |
| 49 | 17 novembre 1983  | South Bend, Indiana    | Michigan State      | 28-23   | # 4 Notre Dame      |
| 50 | 15 novembre 1984  | East Lansing, Michigan | Notre Dame          | 24-20   | Michigan State      |
| 51 | 21 novembre 1985  | South Bend, Indiana    | Notre Dame          | 27-10   | Michigan State      |
| 52 | 20 novembre 1986  | East Lansing, Michigan | Michigan State      | 20-15   | # 20 Notre Dame     |
| 53 | 19 novembre 1987  | South Bend, Indiana    | # 9 Notre Dame      | 31-08   | # 17 Michigan State |
| 54 | 17 septembre 1988 | East Lansing, Michigan | # 8 Notre Dame      | 20-03   | Michigan State      |
| 55 | 23 septembre 1989 | South Bend, Indiana    | # 1 Notre Dame      | 21-13   | Michigan State      |
| 56 | 22 septembre 1990 | East Lansing, Michigan | # 1 Notre Dame      | 20-19   | # 24 Michigan State |
| 57 | 21 septembre 1991 | South Bend, Indiana    | # 11 Notre Dame     | 49-10   | Michigan State      |
| 58 | 19 septembre 1992 | East Lansing, Michigan | # 7 Notre Dame      | 52-31   | Michigan State      |
| 59 | 18 septembre 1993 | South Bend, Indiana    | # 4 Notre Dame      | 36-14   | Michigan State      |
| 60 | 17 septembre 1994 | East Lansing, Michigan | # 8 Notre Dame      | 21-20   | Michigan State      |
| 61 | 20 septembre 1997 | South Bend, Indiana    | # 17 Michigan State | 23-07   | Notre Dame          |
| 62 | 12 septembre 1998 | East Lansing, Michigan | Michigan State      | 45-23   | # 10 Notre Dame     |
| 63 | 18 septembre 1999 | South Bend, Indiana    | Michigan State      | 23-13   | # 24 Notre Dame     |
| 64 | 23 novembre 2000  | East Lansing, Michigan | # 23 Michigan State | 27-21   | # 16 Notre Dame     |
| 65 | 22 novembre 2001  | South Bend, Indiana    | Michigan State      | 17-10   | # 23 Notre Dame     |
| 66 | 21 novembre 2002  | East Lansing, Michigan | # 12 Notre Dame     | 21-17   | Michigan State      |
| 67 | 20 novembre 2003  | South Bend, Indiana    | Michigan State      | 22-16   | Notre Dame          |
| 68 | 18 novembre 2004  | East Lansing, Michigan | Notre Dame          | 31-24   | Michigan State      |
| 69 | 17 septembre 2005 | South Bend, Indiana    | Michigan State      | 442PR41 | # 10 Notre Dame     |
| 70 | 23 septembre 2006 | East Lansing, Michigan | Notre Dame          | 40-37   | Michigan State      |
| 71 | 22 septembre 2007 | South Bend, Indiana    | Michigan State      | 31-14   | Notre Dame          |
| 72 | 20 septembre 2008 | East Lansing, Michigan | Michigan State      | 23-07   | Notre Dame          |
| 73 | 19 septembre 2009 | South Bend, Indiana    | Notre Dame          | 33-30   | Michigan State      |
| 74 | 18 septembre 2010 | East Lansing, Michigan | Michigan State      | 341PR31 | Notre Dame          |
| 75 | 17 septembre 2011 | South Bend, Indiana    | Notre Dame          | 31-13   | # 15 Michigan State |
| 76 | 15 septembre 2012 | East Lansing, Michigan | # 20 Notre Dame     | 20-03   | # 10 Michigan State |
| 77 | 21 septembre 2013 | South Bend, Indiana    | # 22 Notre Dame     | 17-13   | Michigan State      |
| 78 | 17 septembre 2016 | South Bend, Indiana    | # 12 Michigan State | 36-28   | # 18 Notre Dame     |
| 79 | 23 septembre 2017 | East Lansing, Michigan | Notre Dame          | 38-18   | Michigan State      |
| 80 | septembre 2026    | South Bend, Indiana    |                     |         |                     |

1. ↑  Les victoires de Notre Dame de 2012 ont été annulées par la NCAA[5]
2. ↑  Les victoires de Notre Dame de 2013 ont été annulées par la NCAA[5]

## Articles annexes
- Liste des matchs de rivalité en football américain universitaire de la NCAA